# Fred Warngård
Fred Warngård   (Comtat d'Escània, 9 de maig de 1907 - Malmö, 23 de maig de 1950) va ser un atleta suec, especialista en el llançament de martell, que va competir durant la dècada de 1930.
El 1936 va prendre part en els Jocs Olímpics de Berlín, on va guanyar la medalla de bronze en la prova del llançament de martell del programa d'atletisme.
En el seu palmarès també destaquen dos títols nacionals de llançament de martell (1936 i 1938) i dos més de llançament de pes (1936 i 1939).

## Millors marques
- llançament de martell. 54,83 cm (1936)[4]